# كاظم كامل
كاظم كامل (من مواليد 1 يوليو 1951) هو لاعب كرة قدم عراقي سابق، لعب في مركز مهاجم، لعب في منتخب العراق لكرة القدم في دورة الألعاب الآسيوية 1974 وكأس آسيا 1976، لعب للمنتخب الوطني من 1974 إلى 1976.